# 아이신기오로 울히춘
아이신기오로 울히춘(만주어: ᠠᡳᠰᡳᠨ
ᡤᡳᠣᡵᠣ
ᡠᠯᡥᡳᠴᡠᠨ Aisin Gioro Ulhicun, 일본어: 愛新覚羅 烏拉熙春 아이신카쿠라 우라키슌[*], 1958년 ~ )은 중국 만주족 출신의 언어학자로, 만주어, 여진어, 거란어의 연구자이다. 현재 일본에 거주하고 있으며, 중국사 전공의 일본인 학자인 요시모토 미치마사(吉本道雅)와 결혼하여 요시모토 지에코(吉本智慧子)라는 일본명을 사용하기도 한다. 리쓰메이칸 아시아 태평양 대학 교수이다.

## 가계
여진·만주어학자인 진치충(金启孮)의 차녀로 태어났다. 청 제국 건륭제의 9대손이자 건륭제의 5남인 영순친왕 영기(榮純親王 永琪)의 8대손으로 할아버지인 아이신기오로 헝쉬(愛新覺羅 恒煦, 중국식 이름: 金光平; 진광핑)는 청 황실의 5등작인 진국공(鎭國公)으로서 마지막 황제 푸이를 섬겼다.
만주어학자로 중화인민공화국에서 만주족 부흥과 만주어의 학술적 연구 등에 힘썼다. 울히춘(ᡠᠯᡥᡳᠴᡠᠨ)이란 만주어로 지혜, 슬기를 뜻하는 단어이다. 남편 요시모토 미치마사(吉本道雅)와 결혼하여 성이 요시모토가 되자, 이름의 의미를 살려 지에코(智慧子)라 지은 것은 이것 때문이다.